# Andri
Andri är en bergstopp i republiken Island. Den ligger i regionen Austurland, 400 km öster om huvudstaden Reykjavík. Toppen på Andri är 901 meter över havet.
Runt Andri är det mycket glesbefolkat, med 3 invånare per kvadratkilometer. Närmaste större samhälle är Neskaupstaður, omkring 20 kilometer öster om Andri. Trakten runt Andri består i huvudsak av gräsmarker.